# Comité Olímpico Ecuatoriano
El Comité Olímpico Ecuatoriano, de siglas COEC distinto del COE comité olímpico español, es una institución jurídica de derecho privado sin fines de lucro, constituida a conformidad de las normas olímpicas, y sujetas a las leyes del Ecuador y a sus estatutos. Además controla la aplicación de los principios que conforman la Carta Olímpica, conjunto de normas y reglamentaciones del Comité Olímpico Internacional. Esta institución coordina las actividades olímpicas en Ecuador. Su sede está en Guayaquil.
El COEC está reconocido por el Comité Olímpico Internacional (COI) desde el año 1959 y por el estado ecuatoriano desde 1938, año en el cual se dio su creación. Los estatutos del Comité Olímpico Ecuatoriano fueron aprobados oficialmente por el Comité Olímpico Internacional en Tokio, con ocasión de los XVIII Juegos Olímpicos de 1964 que tomó sede en esa ciudad del Japón, y fue reafirmado mediante la última reforma en enero del 2003. Su duración al mando del deporte ecuatoriano es indefinido.

## Presidentes
| Periodo     | Nombre                     | Ciudad de Origen |
| ----------- | -------------------------- | ---------------- |
| 1959 - 1960 | Adolfo Jurado González     | Guayaquil        |
| 1960 - 1964 | José Ricardo Martínez Cobo | Ambato           |
| 1968 - 1976 | Voltaire Paladines Polo    | Machala          |
| 1976 - 1996 | Sabino Hernández Martínez  | Milagro          |
| 1996 - 1997 | Jacobo Bucaram Ortiz       | Guayaquil        |
| 1997 - 2013 | Danilo Carrera Drouet      | Guayaquil        |
| 2013 - 2021 | Augusto Morán Nuques       | Guayaquil        |
| 2021 -      | Jorge Delgado Panchana     | Guayaquil        |

## Comité ejecutivo
| Cargo                           | Responsable                      |
| ------------------------------- | -------------------------------- |
| Presidente                      | Jorge Delgado Panchana           |
| 1º Vicepresidente               | Ruben Navia                      |
| 2º Vicepresidente               | Manuel Bravo                     |
| Tesorero                        | Miguel Nácer                     |
| 1º Vocal                        | Esteban Abedrabo                 |
| Secretario General              | John Zambrano Haboud             |
| 3º Vocal                        | Sr. Lorena Arroyo                |
| 4º Vocal                        | Julio Ramírez Mora               |
| 5º Vocal                        | Paúl Calle Calle                 |
| 6º Vocal                        | Alfredo Eguez                    |
| 7º Vocal                        | Francisco Carvallo Castro        |
| 1º Representante de deportistas | Adriana Espinoza de los Monteros |
| 2º Representante de deportistas | David Farinango Berrú            |

## Federaciones
De acuerdo a su estatuto, el Comité está compuesto por las federaciones deportivas nacionales, que tengan personalidad jurídica en Ecuador, y que estén afiliadas a las federaciones internacionales que gobiernan los deportes olímpicos. También pueden afiliarse las federaciones nacionales de deportes no olímpicos, que sigan con las exigencias de la Carta Olímpica, aunque no pueden ser la mayoría de los integrantes del Comité con derecho a voto.

### Olímpicas
| Logo | Federación Deportiva                             | Sede               | Dirección                                                                    |
| ---- | ------------------------------------------------ | ------------------ | ---------------------------------------------------------------------------- |
|      | Federación Ecuatoriana de Atletismo              | Cuenca, Azuay      | Av. Solano y Av. Remingo Crespo.                                             |
|      | Federación Ecuatoriana de Bádminton              | Guayaquil, Guayas  | Plaza Olímpica, explanada del estadio Modelo, Av. de las Américas.           |
|      | Federación Ecuatoriana de Básquetbol             | Guayaquil, Guayas  | Plaza Olímpica, explanada del estadio Modelo, Av. de las Américas.           |
|      | Federación Ecuatoriana de Balonmano              | Guayaquil, Guayas  | Plaza Olímpica, explanada del estadio Modelo, Av. de las Américas.           |
|      | Federación Ecuatoriana de Béisbol                | Guayaquil, Guayas  | Francisco Arízaga Luque y Francisco Urbina Jado - Parque de Beisbol Kennedy. |
|      | Federación Ecuatoriana de Boxeo                  | Portoviejo, Manabí | Complejo Deportivo La California                                             |
|      | Federación Ecuatoriana de Canotaje               | Guayaquil, Guayas  | Plaza Olímpica, explanada del estadio Modelo, Av. de las Américas.           |
|      | Federación Ecuatoriana de Ciclismo               | Guayaquil, Guayas  |                                                                              |
|      | Federación Ecuatoriana Ecuestre                  | Quito, Pichincha   | Av. Atahualpa y Juan Gonzales Ed. Pérez Pallares Piso 6 Of. 6B               |
|      | Federación Ecuatoriana de Esgrima                | Quito, Pichincha   |                                                                              |
|      | Federación Ecuatoriana de Fútbol                 | Guayaquil, Guayas  | Av. Las Aguas y Alianza.                                                     |
|      | Federación Ecuatoriana de Gimnasia               | Guayaquil, Guayas  | Plaza Olímpica, explanada del estadio Modelo, Av. de las Américas.           |
|      | Federación Ecuatoriana de Golf                   | Quito, Pichincha   |                                                                              |
|      | Federación Ecuatoriana de Hockey sobre Césped    | Guayaquil, Guayas  | Plaza Olímpica, explanada del estadio Modelo, Av. de las Américas.           |
|      | Federación Ecuatoriana de Judo                   | Guayaquil, Guayas  | Plaza Olímpica, explanada del estadio Modelo, Av. de las Américas.           |
|      | Federación Ecuatoriana de Levantamiento de Pesas | Guayaquil, Guayas  | Plaza Olímpica, explanada del estadio Modelo, Av. de las Américas.           |
|      | Federación Ecuatoriana de Lucha                  | Guayaquil, Guayas  |                                                                              |
|      | Federación Ecuatoriana de Natación               | Guayaquil, Guayas  | Plaza Olímpica, explanada del estadio Modelo, Av. de las Américas.           |
|      | Federación Ecuatoriana de Patinaje               | Guayaquil, Guayas  | Plaza Olímpica, explanada del estadio Modelo, Av. de las Américas.           |
|      | Federación Ecuatoriana de Pentatlón              | Quito, Pichincha   | AV. Gran Colombia 1914 y Briceño. Dirmov Tercer Piso.                        |
|      | Federación Ecuatoriana de Remo                   | Guayaquil, Guayas  | Av. Carlos Julio Arosemena, junto al Parque Lineal.                          |
|      | Federación Ecuatoriana de Rugby                  | Guayaquil, Guayas  | Plaza Olímpica, explanada del estadio Modelo, Av. de las Américas.           |
|      | Federación Ecuatoriana de Sóftbol                | Guayaquil, Guayas  | Plaza Olímpica, explanada del estadio Modelo, Av. de las Américas.           |
|      | Federación Ecuatoriana de Squash                 | Quito, Pichincha   |                                                                              |
|      | Federación Ecuatoriana de Surf                   | Guayaquil, Guayas  | Plaza Olímpica, explanada del estadio Modelo, Av. de las Américas.           |
|      | Federación Ecuatoriana de Tae Kwon Do            | Quito, Pichincha   | Sector La Vicentina.                                                         |
|      | Federación Ecuatoriana de Tenis                  | Guayaquil, Guayas  | Centro Nacional de Tenis - Lomas de Urdesa.                                  |
|      | Federación Ecuatoriana de Tenis de Mesa          | Guayaquil, Guayas  |                                                                              |
|      | Federación Ecuatoriana de Tiro                   | Guayaquil, Guayas  | Plaza Olímpica, explanada del estadio Modelo, Av. de las Américas.           |
|      | Federación Ecuatoriana de Tiro con Arco          | Guayaquil, Guayas  |                                                                              |
|      | Federación Ecuatoriana de Triatlón               | Babahoyo, Los Ríos | AV. Benetazzo 1001 y Calle U.                                                |
|      | Federación Ecuatoriana de Vela                   | Guayaquil, Guayas  | Coliseo Voltaire Paladines Polo                                              |
|      | Federación Ecuatoriana de Vóleibol               | Portoviejo, Manabí | Complejo Deportivo La California                                             |

### No Olímpicas
| Logo | Federación Deportiva                                       | Sede                             | Dirección                                                                |
| ---- | ---------------------------------------------------------- | -------------------------------- | ------------------------------------------------------------------------ |
|      | Federación Ecuatoriana de Ajedrez                          | Guayaquil, Guayas                | Av. de las Américas junto explanada Estadio Modelo Edificio Federaciones |
|      | Federación Ecuatoriana de Andinismo y Escalada             | Riobamba, Chimborazo             | Av. Carlos Zambrano 24-18, entre Av. Jose Veloz y Av. Jose Orozco        |
|      | Federación Ecuatoriana de Automovilismo y Kartismo         | Quito, Pichincha                 | Av. América y Mañosca N35-180 esq.                                       |
|      | Federación Ecuatoriana de Baile Deportivo                  | Quito, Pichincha                 | Av. Ilaló s/n vía a la Merced- Alangasí                                  |
|      | Federación Ecuatoriana de Billar                           | Guayaquil, Guayas                |                                                                          |
|      | Federación Ecuatoriana de Bolos                            | Guayaquil, Guayas                | Plaza Olímpica, explanada del estadio Modelo, Av. de las Américas.       |
|      | Federación Ecuatoriana de Buceo y Actividades Subacuáticas | Guayaquil, Guayas                | Plaza Olímpica, explanada del estadio Modelo, Av. de las Américas.       |
|      | Federación Ecuatoriana de Esquí Náutico y Wakeboard        | Guayaquil, Guayas                | Plaza Olímpica, explanada del estadio Modelo, Av. de las Américas.       |
|      | Federación Ecuatoriana de Fisicoculturismo y Potencia      | Quito, Pichincha                 |                                                                          |
|      | Federación Ecuatoriana de Karate                           | Guayaquil, Guayas                |                                                                          |
|      | Federación Ecuatoriana de Motociclismo                     | La Puntilla, Samborondón, Guayas |                                                                          |
|      | Federación Ecuatoriana de Pelota Nacional                  | Ibarra, Imbabura                 |                                                                          |
|      | Federación Ecuatoriana de Racquetball                      | Cuenca, Azuay                    | Calle Pio XII 1-59 y Benedicto XV (Sector Otorongo)                      |
|      | Federación Ecuatoriana de Wushu                            | Guayaquil, Guayas                | Plaza Olímpica, explanada del estadio Modelo, Av. de las Américas.       |